# Лейн (окръг, Орегон)
Окръг Лейн (на английски: Lane County) е окръг в щата Орегон, Съединени американски щати. Площта му е 12230 km², а населението - 322959 души (2000). Административен център е град Юджийн.

## Градове
- Венита
- Джънкшън Сити
- Дюнс Сити
- Кобург
- Котидж Гроув
- Кресуел
- Лоуъл
- Оукридж
- Спрингфийлд
- Уестфър